# USS Richard J. Danzig (DDG-143)
El USS Richard J. Danzig (DDG-143) será el 93º destructor de la clase Arleigh Burke (Tramo III) de la Armada de los Estados Unidos. Lleva el nombre del exsecretario de Marina Richard Danzig. El secretario de la Marina de los Estados Unidos, Carlos del Toro, anunció el nombre el 10 de enero de 2024.

## Construcción
Se le ordenó en 2023 como parte de un plan más amplio de 5 años para construir 9 barcos del Tramo III, y se espera que comience la fabricación en 2027.
En 2024, recibió el nombre del exsecretario de Marina Richard Danzig, ya que era un "líder visionario en el molde de los más grandes líderes navales que lo precedieron".